# Romain Détraz
Romain Détraz (21 december 1993) is een Zwitserse freestyleskiër, gespecialiseerd op het onderdeel skicross.

## Carrière
Détraz maakte zijn wereldbekerdebuut in december 2015 in Montafon. Een maand na zijn debuut scoorde hij in Watles zijn eerste wereldbekerpunten. Op 13 december 2016 boekte de Zwitser in Arosa zijn eerste wereldbekerzege.

## Resultaten

### Wereldbeker
Eindklasseringen
| Seizoen   | Algm | SX  |
| --------- | ---- | --- |
| 2015/2016 | 244e | 51e |
| 2016/2017 | 120e | 24e |
| 2017/2018 | 159e | 33e |
| 2018/2019 | 48e  | 10e |
| 2019/2020 | 270e | 57e |

Wereldbekerzeges
| Datum            | Plaats | Onderdeel |
| ---------------- | ------ | --------- |
| 13 december 2016 | Arosa  | Skicross  |